# Jardin botanique de Mayence
Le jardin botanique de Mayence (Botanischer Garten Mainz) est un jardin botanique fondé en zone d'occupation française en Allemagne à Mayence en 1946. Il dépend de l'université Johannes Gutenberg de Mayence et s'étend sur son campus sur une surface de dix hectares. Son code d'identification internationale est MJG, comme celui de son herbier. 

## Historique
Le jardin a été fondé en 1946 sur des friches qui avaient servi avant 1945 de terrain d'entraînement militaire. L'alpinum est inauguré au milieu des années 1950 et la première construite en 1948. De nouvelles sections ont été ouvertes, comme celle des plantes steppiques ou celle des plantes de la région de Mayence, en 1986.

## Aujourd'hui
Le jardin botanique de Mayence abrite actuellement plus de 8 500 espèces de différentes zones climatiques.
Il possède un arboretum de 30 000 m2, avec des arbres des zones tempérées de l'hémisphère nord; un jardin systématique; un complexe de serres avec des plantes méditerranéennes et de l'hémisphère sud, ainsi que des plantes de culture des régions tropicales et subtropicales. Le jardin possède également un alpinum et un herbier recueillant 32 767 espèces.

## Directeurs
- 1946–1963: Wilhelm Troll
- 1963–1979: Hans Weber
- 1979–1981: Dimitri Hartl (intérim)
- 1981–1990: Stefan Vogel
- 1991–2021: Joachim Kadereit
- depuis 2023: Meret Huber